# Nicrophorus germanicus
Nicrophorus germanicus là một loài bọ cánh cứng trong họ Silphidae được miêu tả bởi Linnaeus in 1758.

## Hình ảnh

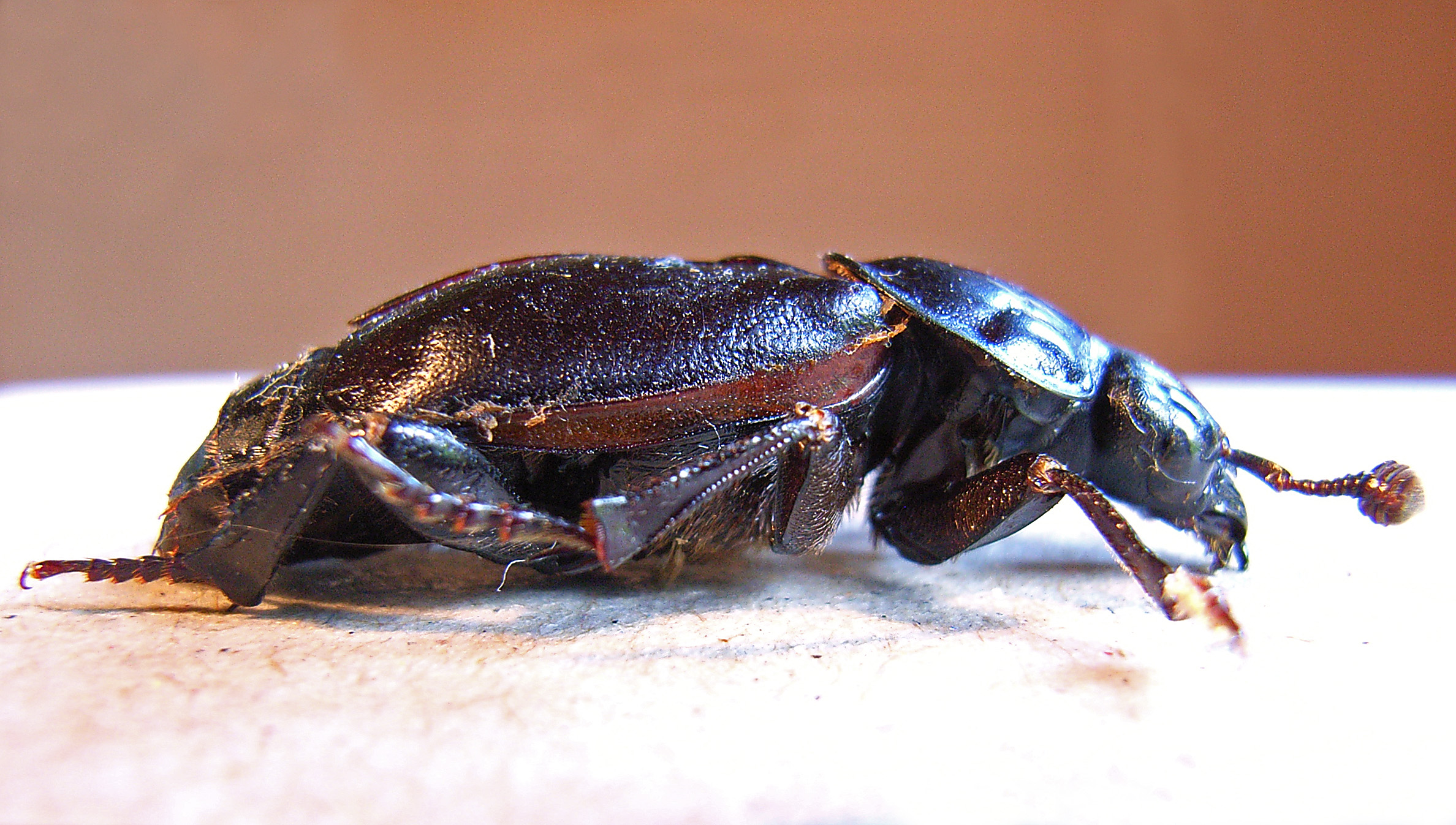
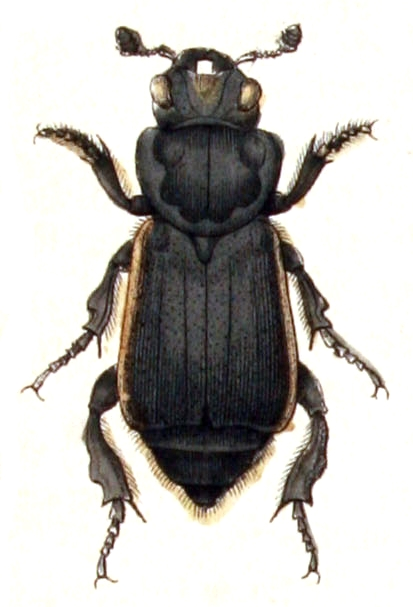